# ペネロピアド
『ペネロピアド』（The Penelopiad: The Myth of Penelope and Odysseus）は、カナダの作家マーガレット・アトウッドの小説。ノッフにより2005年に出版された。Canongate Myth Seriesの一つ。
日本語版は鴻巣友季子の翻訳で角川書店から2005年12月に発売された。

## 登場キャラクター
- オデュッセウス
- ペーネロペー

## 演劇
ロンドンの聖ジェイムズ教会で2005年10月26日に演劇が行われた。監督は、フィリダ・ロイド。